# War World
War World es una serie de libros de ciencia ficción ambientada en el universo CoDominium creado por Jerry Pournelle. Algunas de estas novelas están coescritas por Larry Niven, S. M. Stirling, John F. Carr o Don Hawthorne. La serie consta de cinco colecciones de cuentos escritos por varios autores y de dos novelas. La mayoría de las historias tienen lugar en un único mundo, Haven, y en muchas de ellas aparecen batallas entre los habitantes de Haven y los crueles soldados genéticamente manipulados llamados Saurons.
- Datos: Q7968559